# Trichodelphax aurora
Trichodelphax aurora är en insektsart som beskrevs av Logvinenko 1977. Trichodelphax aurora ingår i släktet Trichodelphax och familjen sporrstritar.
Artens utbredningsområde är Azerbajdzjan. Inga underarter finns listade i Catalogue of Life.